# Elliott Skinner
Elliott Percival Skinner (* 20. Juni 1924 in Port of Spain, Trinidad; † 1. April 2007 in Washington, D.C.) war ein US-amerikanischer Ethnologe, Anthropologe und Diplomat.

## Leben
Skinner kam 1943 in die USA und trat einen Monat später in die US Army ein. Er kämpfte im Zweiten Weltkrieg von 1943 bis 1946 in Frankreich. 1945 wurde er US-amerikanischer Staatsbürger. Er studierte zunächst an der Universität Neuenburg, Schweiz; 1951 graduierte er an der New York University; er machte seinen Master-Abschluss an der Columbia University 1952 und seinen Ph.D. 1955. Er lebte zwei Jahre lang in dem westafrikanischen Staat Obervolta (heute Burkina Faso) und erlernte die einheimische Sprache Moré bei dem Volksstamm der Mossi.
Skinner war Professor an der New Yorker Columbia University von 1954 bis 1994, ab 1972 Dekan der anthropologischen Fakultät. Er war der erste Dekan einer afrikanisch-amerikanischen Fakultät in der US-amerikanischen Geschichte.  Er erhielt zahlreiche Stipendien und Forschungsgelder, zum Beispiel von der Guggenheim-Stiftung, der Ford-Stiftung, des Social Science Research Council SSRC, der Woodrow-Wilson-Stiftung oder 1987 das "Fulbright 40 Anniversary Distinguished Fellowship" (Fulbright-Programm) an der  University of Abidjan in Abidjan an der Côte d’Ivoire (Elfenbeinküste). 
Von 1966 bis 1969 war er auf Wunsch von US-Präsident Lyndon B. Johnson Botschafter in Obervolta (heute: Burkina Faso), wo er auf Thomas S. Estes folgte. 1968 wurde er von dem Präsidenten der Republik Obervolta Sangoulé Lamizana mit der Auszeichnung "Commandeur de l’Ordre National Voltaique" geehrt. Er war später langjähriger Afrika-Berater verschiedener US-Regierungen. Er war Vorsitzender der "Association of Black American Ambassadors", Kuratoriumsmitglied der University of Bridgeport, Mitglied des "Council of American Ambassadors" und seit 1976 Mitglied des Council on Foreign Relations.
Skinner verfasste zwölf Bücher, darunter bekannte Werke wie “The Mossi of Upper Volta” (Stanford University Press, 1964) und “African-Americans and United States Policy Toward Africa 1850-1924: In Defense of African Nationality” (Howard University Press, 1992). Weitere Werke sind "A Glorious Age in Africa", "African Urban Life: The Transformation of Ouagadougou" und "Roots of Time. A Portrait of African Life and Culture". 
Skinner verstarb 2007 an den Folgen eines Herzinfarkts; er war in zweiter Ehe verheiratet mit Gwendolyn Mikell, Direktorin des Instituts für afrikanische Studien an der Edmund A. Walsh School of Foreign Service der Georgetown University.

## Veröffentlichungen
- African Americans and U.S. Policy Toward Africa, 1805-1924: In Defense of Black Nationality. Howard University Press, Washington D. C., USA 1992, ISBN 0-88258-142-2.